# Сан-Джованни-ди-Мориани
Сан-Джованни-ди-Мориани (фр. San-Giovanni-di-Moriani, корс. San Ghjuvanni di Moriani) — коммуна во Франции, находится в регионе Корсика. Департамент коммуны — Верхняя Корсика. Входит в состав кантона Кастаньичча. Округ коммуны — Бастия.
Код INSEE коммуны — 2B302.

## Население
Население коммуны на 2008 год составляло 106 человек.
| 1962 | 1968 | 1975 | 1982 | 1990 | 1999 | 2008 |
| ---- | ---- | ---- | ---- | ---- | ---- | ---- |
| 206  | 157  | 112  | 75   | 73   | 85   | 106  |

## Экономика
В 2007 году среди 69 человек в трудоспособном возрасте (15—64 лет) 44 были экономически активными, 25 — неактивными (показатель активности — 63,8 %, в 1999 году было 67,3 %). Из 44 активных работали 36 человек (23 мужчины и 13 женщин), безработных было 8 (5 мужчин и 3 женщины). Среди 25 неактивных 6 человек были учениками или студентами, 5 — пенсионерами, 14 были неактивными по другим причинам.